# 绢毛木姜子
绢毛木姜子（学名：Litsea sericea）为樟科木姜子属下的一个种。